# Zoutpansbergia
Zoutpansbergia es un género monotípico de plantas fanerógamas perteneciente a la familia de las asteráceas. Su única especie: Zoutpansbergia caerulea, se encuentra en Sudáfrica.

## Descripción
Es un arbusto o pequeño árbol que alcanza un tamaño de  0.6 - 4 m de altura. Se encuentra a una altitud de 1160 - 1750 metros en Sudáfrica.

## Taxonomía
Zoutpansbergia caerulea fue descrita por John Hutchinson y publicado en Botanist S. Afr. 350 (1946)